# 77-es trolibusz (Budapest)
A budapesti 77-es jelzésű trolibusz a Puskás Ferenc Stadion metróállomás és az Öv utca / Egressy út között közlekedik. A viszonylatot a Budapesti Közlekedési Zrt. közlekedteti a Budapesti Közlekedési Központ megrendelésére.
A vonalon elsőajtós felszállási rend van érvényben.

## Története
A vonal 1980. augusztus 2-án indult az Egressy úton közlekedő 75-ös autóbusz felváltására. A zuglói hurokban 1970. december 31. és 1972. december 23. között a 7-es és a 107-es buszok közlekedtek. A jelenlegi trolibuszvonal útvonala azonban a Kerepesi úti végállomásnál jelentősen más volt. Az Ifjúság úti megállóból kiindulva egy ma is létező hurkon keresztül (amely az autóbusz-félreálló körül helyezkedik el) a Kerepesi útra fordult vissza, majd innen a Százados utcába, majd a Szörény utcára fordult rá. Ezután egy balkanyarral fordult a Hungária körútra, és az Egressy útnál jobbra fordulva tért rá a mai útvonalára. 1988 óta a jelenlegi útvonalán közlekedik. A vonal megindításakor ZiU–9-es szovjet gyártmányú trolibuszok közlekedtek. 1989-ben Ikarus-GVM 280.94T-ok váltották fel a szovjet ZiU–9-es trolibuszokat, de néhányszor megjelentek az Ikarus 435T típusúak is ezen a vonalon. 2013-tól 2024 januárjáig a járaton engedélyezett volt a kerékpárszállítás.

## Útvonala
| Öv utca / Egressy út felé |
| Puskás Ferenc Stadion M vá. – Ifjúság útja – Stefánia út – Egressy út – Vezér utca – Szugló utca – Cinkotai út – Egressy út – Miskolci utca – Mogyoródi út – Öv utca – Öv utca / Egressy út vá. |
| Puskás Ferenc Stadion metróállomás felé |
| Öv utca / Egressy út vá. – Egressy út – Cinkotai út – Szugló utca – Vezér utca – Egressy út – Stefánia út – Hungária körút – Kerepesi út – Puskás Ferenc Stadion M vá.                          |

## Megállóhelyei
| 0  | Puskás Ferenc Stadion M végállomás | 22 | 95, 130, 195 73, 75, 80 1, 1A 396, 397, 398, 399, 400, 402, 410, 412, 414, 422, 424, 430, 432, 434, 435, 436, 437, 438, 439, 440, 441, 442, 485, 486 1020, 1021, 1024, 1031, 1034, 1037, 1039, 1040, 1044, 1045, 1046, 1049, 1050, 1052, 1053, 1054, 1060, 1063, 1066, 1067, 1068, 1069, 1070, 1075, 1076, 1077, 1078 |
| ∫  | Puskás Ferenc Stadion M            | 20 | 95, 130, 195 73, 75, 80 1, 1A 396, 397, 398, 399, 400, 402, 410, 412, 414, 422, 424, 430, 432, 434, 435, 436, 437, 438, 439, 440, 441, 442, 485, 486 1020, 1021, 1024, 1031, 1034, 1037, 1039, 1040, 1044, 1045, 1046, 1049, 1050, 1052, 1053, 1054, 1060, 1063, 1066, 1067, 1068, 1069, 1070, 1075, 1076, 1077, 1078 |
| 1  | Szobránc köz                       | 17 | 75 |
| 2  | Egressy út / Stefánia út           | 15 | 75 |
| 4  | Egressy út / Hungária körút        | 13 | 1, 1A |
| 5  | Törökőr utca                       | 12 | |
| 6  | Posta Járműtelep                   | 11 | |
| 7  | Róna utca                          | 10 | |
| 8  | Egressy tér                        | 9  | 32 3, 62, 62A |
| 9  | Turán utca                         | 7  | |
| 10 | Egressy út / Vezér utca            | 5  | 81, 82, 82A |
| 12 | Komócsy utca                       | 4  | 81, 82, 82A |
| 14 | Miskolci utca / Szugló utca        | 2  | 81 |
| 15 | Szugló utca / Cinkotai út          | 2  | |
| 16 | Rákosmezei tér                     | 0  | |
| 17 | Kála utca                          | ∫  | |
| 18 | Gvadányi utca                      | ∫  | |
| 19 | Cinkotai út / Mogyoródi út         | ∫  | |
| 20 | Öv utca / Mogyoródi út             | ∫  | |
| 21 | Öv utca / Egressy út végállomás    | 0  | |